# Mikołaj Tadeusz Łopaciński
Mikołaj Tadeusz Łopaciński herbu Lubicz (ur. 20 maja 1715 w Łopacinie, zm. 4 stycznia 1778 w Leonpolu) – wojewoda brzeskolitewski od 1777, pisarz wielki litewski w latach 1764–1777, instygator litewski od 1750, starosta mścisławski w latach 1757–1767, poseł na Sejm.

## Życiorys
Od 1733 przebywał na dworze marszałka wielkiego litewskiego Aleksandra Sapiehy, a później jego syna Józefa Sapiehy, koadiutora wileńskiego. W czasie wojny o sukcesję polską towarzyszył królowi Stanisławowi Leszczyńskiemu w oblężonym przez wojska sasko-rosyjskie Gdańsku. Jako dworzanin królewski udał się wraz z nim na wygnanie do Królewca. W 1736 złożył homagium Augustowi III. Politycznie związany z Sapiehami, którzy go wyzyskiwali do swej woli, w latach czterdziestych został klientem hetmana wielkiego litewskiego Michała Kazimierza Radziwiłła „Rybeńko”.
W 1739 mianowany krajczym mścisławskim, w 1742 podczaszym, a w 1744 wojskim województwa mścisławskiego. Od 1750 instygator wielki litewski. Deputat do Trybunału Głównego Wielkiego Księstwa Litewskiego, w 1750 wybrany marszałkiem Trybunału Skarbowego.
W latach 1760–1761 wielokrotnie interweniował w sprawie gwałtów wojsk rosyjskich, stacjonujących w województwie mścisławskim.
Posłował na 15 sejmów, w latach: 1744, 1748, 1750, 1752, 1754, 1756, 1758, 1760, 1761, 1762, 1764, 1766, 1767. Był członkiem konfederacji Czartoryskich w 1764 roku i posłem na sejm konwokacyjny (1764) z województwa mścisławskiego. Poseł powiatu brasławskiego na sejm elekcyjny 1764 roku. Był elektorem Stanisława Augusta Poniatowskiego w 1764 roku z województwa mścisławskiego, jako dedputat Prowincji Wielkiego Księstwa Litewskiego podpisał jego pacta conventa. Poseł województwa smoleńskiego na sejm koronacyjny 1764 roku. Podpisał elekcję Stanisława Augusta Poniatowskiego. Był członkiem konfederacji radomskiej 1767 roku. W załączniku do depeszy z 2 października 1767 roku do prezydenta Kolegium Spraw Zagranicznych Imperium Rosyjskiego Nikity Panina, poseł rosyjski Nikołaj Repnin określił go jako posła wątpliwego dla realizacji rosyjskich planów na sejmie 1767 roku, poseł inflancki z Inflant na sejm 1767 roku. W 1767 roku jako poseł na Sejm Repninowski, wszedł w skład delegacji, wyłonionej pod naciskiemposła rosyjskiego Nikołaja Repnina, powołanej w celu określenia ustroju Rzeczypospolitej.
W 1766 odznaczony Orderem Świętego Stanisława. W latach 1776–1777 był marszałkiem Trybunału Głównego Wielkiego Księstwa Litewskiego. W 1777 odznaczony Orderem Orła Białego.
Syn Leona i Reginy Święcickiej, brat biskupa Jana Dominika i pamiętnikarza Ignacego Błażeja.
Z Barbarą z Kopciów (córką pisarza wielkiego litewskiego Michała Kopcia) miał dzieci:
- Józefa Leona, biskupa;
- Jana Nikodema, starostę mścisławskiego, ożenionego wpierw ze starościanką dorsuniską Heleną z ks. Ogińskich, a następnie z Józefą z ks. Ogińskich (córką wojewody Andrzeja ks. Ogińskiego i Pauli z Szembeków);
- Kazimierę za pisarzem skarbowym litewskim Justynianem Niemirowiczem-Szczyttem[10];
- Tomasza Ignacego, szambelana JKM, żonatego z Barbarą z Szadurskich (córką Jana i kasztelanki inflanckiej Doroty z Niemirowiczów Szczyttów);
- Joannę za Tadeuszem Sulistrowskim, konsyliarzem Rady Nieustającej;
- Stanisława[11].

Założyciel linii wojewódzkiej Łopacińskich z siedzibą w Sarii, zakupionej w 1753 od Aleksandra Michała Sapiehy. Pochowany w kościele oo. Trynitarzy w Wilnie.